# Хенция, Сава
Сава Хенция (рум. Sava Henția; 1 февраля 1848, Себешел — 21 февраля 1904, Себеш) — румынский художник, декоратор и иллюстратор.

## Биография
Сава Хенция родился в многодетной семье священника. В 1862 году, после окончания начальной школы, он стал подмастерьем дяди, который научил его ретушировать фотографии. В следующем году Сава заболел брюшным тифом, а хинин, который использовался для лечения, повредил слух.
Его работа с фотографиями помогла ему продолжить карьеру в искусстве. С 1865 по 1870 он учился в Бухарестском национальном университете искусств с Георге Татресеску и Теодором Аманом. Затем он смог получить стипендию и поехал в Париж, где поступил в Академию изящных искусств и устроился в престижную мастерскую Александра Кабанеля. В 1873 году он вернулся в Бухарест и стал преподавателем рисования и каллиграфии в детском доме «Елена Доамна».
Четыре года спустя, по рекомендации доктор Кароля Давилы, он пошёл на службу в армейский медицинский корпус, принимал участие в Русско-турецкой войне (войне за независимость). За это время сделал множество эскизов сцен походов и сражений, на основе которых он позднее создал акварели. Его картина «Артиллерийская батарея из Калафата» в 1977 году была изображена на румынской почтовой марке.
После войны он работал учителем, и книжным иллюстратором и декоратором. Между 1901 и 1902 годами он вместе с другими художниками принимал участие в восстановлении фресок и алтарной росписи монастыря Бребуе. В монастыре Черника он написал портреты его основателей.
Его дом в Себеше был объявлен историческим памятником. Из-за ненадлежащего ухода крыша дома обрушилась в 2001 году.. Позднее дом продолжил разрушаться, и от него осталась только передняя стенка и фундамент. После этого дом был исключён из списка памятников. В честь художника названа улица в Бухаресте.

## Галерея
- Братья (1882)
- Девушка с голубями (1875)
- Приёмная мать (1890)
- Портрет цыганки (1881)